# Prestwichia (dolksvansar)
Prestwichia är ett fossilt släkte av dolksvansar tillhöriga familjen Belinuridae.
De var nära besläktade med Belinurus men skiljde sig från detta släktet genom att kroppens leder var orörligt förenade med varandra och telson är mycket kort. Prestwichia liknar mycket larven hos dolksvans.